# 撒祥
撒祥（14世紀—15世紀），字致和，南直隸揚州府高郵州三垛鎮人，明朝的政治人物。

## 生平
撒祥聰明強記，看書過目不忘，永樂十五年（1417年）和董璘一同中舉人，次年（1418年）二人聯捷進士，名噪一時，他卻因為董璘中會元自愧不如，更努力讀書，積勞成疾而逝。他擅長詩文，作品雄渾有餘蘊，但都散佚，只有殘篇流存，在高郵依舊膾灸人口。

## 引用
1. 1 2  嘉慶《增修高郵州志·卷十·人物志》：撒祥，字致和，三垛鎮人，幼聰明強記，一覽無遺，永樂丁酉與董璘同舉於鄉，明年會試璘中會元，祥亦中魁名噪一時；素工詩，雄渾有餘蘊，皆散佚不存，所存者斷簡殘篇至今猶膾灸人口。
2. ↑  嘉慶《增修高郵州志·卷九·選舉志》：進士……（永樂）十六年戊戌……撒祥 會魁，有傳……鄉舉 明……（永樂）十五年丁酉……撒祥 見進士
3. ↑  《古今圖書集成·明倫彙編·氏族典·卷五百十九》：撒祥 按《揚州府志》：「祥字致和，高郵人。聰明強記，一覽無遺。永樂戊戌進士，祥與董璘同舉於鄉。次年璘中會元，祥魁南宮。自以學不如璘，誦讀不輟，竟以積勞成疾卒。」